# Kartlandet och Hagsätter
Kartlandet och Hagsätter est une localité de Suède dans la commune de Norrköping située dans le comté d'Östergötland.
Sa population était de 208 habitants en 2019.